# Virgil (wrestler)
Michael Jones, detto Mike (Wilkinsburg, 7 aprile 1951 – Canonsburg, 28 febbraio 2024), è stato un wrestler statunitense, noto per aver militato nella World Wrestling Federation negli anni ottanta e novanta interpretando il personaggio di Virgil, la guardia del corpo di Ted DiBiase. Lottò anche nella World Championship Wrestling dove fu membro dell'nWo.

## Carriera

### Championship Wrestling Association (1985–1987)
Dopo una carriera come dilettante, Jones iniziò a lottare nel wrestling professionistico con il ring name "Soul Train" Jones nella Championship Wrestling Association di Memphis, Tennessee nel 1985. Ebbe dei feud con Chick Donovan e Big Bubba. Fece anche un'apparizione nella ICW con la gimmick di Soul Train Jones.

### World Wrestling Federation (1987–1994)
Trasferitosi nella World Wrestling Federation, in principio debuttò in qualità di wrestler jobber con il nome di "Lucius Brown", perdendo un match contro "Mr. Wonderful" Paul Orndorff.
Adottò l'identità di "Virgil" nell'estate del 1987, presentandosi come assistente e bodyguard di "Million Dollar Man" Ted DiBiase. Virgil si occupava di portare il denaro che DiBiase gettava alla folla o infilava in bocca all'avversario sconfitto in segno di sfregio. Inoltre spesso interferiva nei match in aiuto del suo "padrone".
Tuttavia, dopo qualche tempo Virgil si stufò di essere costantemente umiliato da DiBiase e si ribellò a lui, colpendolo con la sua stessa cintura da un milione di dollari alla Royal Rumble del gennaio 1991, diventando automaticamente un beniamino del pubblico. Dopo aver stretto amicizia con Roddy Piper, che si occupò anche del suo allenamento, Virgil sconfisse DiBiase per conteggio fuori dal ring a WrestleMania VII e lo schienò il 26 agosto 1991 a SummerSlam aggiudicandosi la preziosa Million Dollar Belt. Perse poi la cintura restituendola a DiBiase nel novembre seguente per colpa di un'interferenza da parte di Repo Man. L'episodio portò a un incontro di coppia al ppv This Tuesday in Texas, dove Repo Man e DiBiase sconfissero Virgil e Tito Santana.
A WrestleMania VIII, Virgil fece coppia con Big Boss Man, Sgt. Slaughter, e Jim Duggan per sconfiggere Nasty Boys, Repo Man, e The Mountie. Virgil schienò Knobbs. Successivamente venne impiegato principalmente come sparring partner designato a mettere in mostra il talento di nuovi lottatori sui quali puntava la federazione, perdendo contro Nailz a SummerSlam e Yokozuna alle Survivor Series. Tuttavia, Virgil ebbe l'occasione di sfidare Bret Hart per il titolo WWF Championship il 21 novembre 1992 durante una puntata di WWF Superstars. Dopo una violenta contesa, Virgil venne costretto a cedere per dolore da Hart che lo imprigionò nella sua mossa di sottomissione Sharpshooter. Dopo il match, i due (entrambi face) si strinsero la mano. Virgil lasciò la WWF nel 1994. La sua ultima apparizione ebbe luogo alla Royal Rumble di quell'anno dove sostituì Kamala come partecipante alla rissa reale.

### World Championship Wrestling (1996–2000)
Debuttò in WCW con il nome "Vincent" nel 1996, dove svolse la funzione di "capo della sicurezza" per la stable nWo. Il suo ring name era un ironico rimando a quello del proprietario della WWF Vince McMahon. Jones riscosse un successo alquanto modesto al suo arrivo nella federazione, vincendo qualche match poco importante a WCW Saturday Night. Combatteva raramente, preferendo apparire come assistente di membri dell'nWo come Scott Norton e Scott Steiner. La prima vittoria di Vincent in un ppv WCW avvenne a Starrcade 1997, dove in coppia con Scott Norton e Randy Savage sconfisse The Steiner Brothers e Ray Traylor. Il prossimo match in pay-per-view arrivò nel novembre 1998, dove Vincent partecipò alla World War 3 Battle Royal, ma senza successo. Divenne parte della fazione nWo Hollywood quando la stable si divise in due e rimase membro dell'nWo fino alla dissoluzione finale del gruppo nel 1999. L'unico incontro singolo combattuto da Vincent in WCW in pay-per-view ebbe luogo a Uncensored 1999, dove perse.  Alla fine del 1999, Jones cambiò ring name in "Shane", ennesima canzonatura, questa volta del figlio di Vince McMahon, Shane McMahon. Durante questo periodo Jones fece spesso coppia con Curt Hennig e Harris Brothers, lottando sotto la direzione del misterioso "Powers That Be" (Vince Russo). Alla fine del 1999, Jones si unì ai West Texas Rednecks adottando il nome "Curly Bill" ma la fazione si sciolse poco tempo dopo. L'ultimo ruolo interpretato in WCW fu quello di "Mr. Jones", manager di Ernest "The Cat" Miller, ma venne presto rimpiazzato da una valletta chiamata Ms. Jones. Negli ultimi giorni della WCW, Jones iniziò a lottare con il suo vero nome.
A seguito della fuoriuscita dalla WCW, Jones si ritirò dal wrestling e prese ad insegnare matematica in una scuola superiore a Pittsburgh, in Pennsylvania.

### Ritorno in WWE (2010)
Nella puntata del 17 maggio 2010 di Monday Night Raw trasmessa da Toronto, Ontario, in Canada, Jones ritornò in WWE rispolverando la gimmick del bodyguard Virgil, questa volta ai servigi di Ted DiBiase Jr., figlio di The Million Dollar Man. Nel corso di una puntata di Raw, Virgil e DiBiase lottarono in coppia contro Big Show e Mark Feuerstein. Dopo che Virgil fu schienato e perse il match, DiBiase ficcò un biglietto da 100 dollari nella bocca di Virgil e se ne andò schifato dal ring abbandonandolo. La settimana seguente DiBiase prima si scusò con Virgil, ma poi lo licenziò rimpiazzandolo con Maryse.

## Malattia e morte
Il 16 aprile 2022 Jones rivelò di avere avuto due infarti e che gli era stata diagnosticata una forma di demenza senile. Un mese dopo disse, inoltre, che gli era stato diagnosticato un cancro al colon in fase avanzata. Dopo aver sofferto altri due infarti il 23 febbraio 2024, morì cinque giorni dopo al Canonsburg Hospital, all'età di 72 anni.

## Personaggio

### Mosse finali
- Camel Clutch[1]
- Million Dollar Dream (Cobra Clutch)[1][2]
- Russian Legsweep

## Titoli e riconoscimenti
- American Wrestling Association
  - AWA International Heavyweight Championship (1)[20]
  - AWA Southern Tag Team Championship (1) – con Rocky Johnson[21]
- New Jack City Wrestling
  - NJCW Heavyweight Championship (1)[22]
- Pro Wrestling Illustrated
  - 74º nella lista dei migliori 500 wrestler singoli nei PWI 500 del 1992[23]
  - 483º nella lista dei migliori 500 wrestler singoli nei PWI Years del 2003[24]
- United States Wrestling League
  - USWL Intercontinental Championship (1)[22]